# Rider Pt. 2
«Rider Pt. 2» — другий сингл американського реп-гурту G-Unit з другого студійного альбому T·O·S (Terminate on Sight).
Пісня спершу потрапила до мікстейпу G-Unit Elephant in the Sand, а біт — на «Where Them Hammerz At?» 40 Glocc. В інтро та приспіві 50 Cent використовує ефект Auto-Tune. Трек є дисом на Fat Joe. Young Buck зазначено як запрошеного гостя, оскільки на той час він уже покинув колектив.
У версії пісні, використаній у кліпі, зацензуровано майже половину треку через зміст (насилля, лайка). У звичайній чистій версії вирізано лише останню. Під композицію виходив Піт Селл на UFC 96.

## Відеокліп
Прем'єра відбулась у середу 28 травня 2008 на телеканалі ВЕТ. Young Buck не взяв участь у зйомках. Репери носять форму морської піхоти США.

## Список пісень
| № | Назва                           | Тривалість |
| - | ------------------------------- | ---------- |
| 1 | «Rider Pt. 2 (clean)»           | 2:51       |
| 2 | «Rider Pt. 2 (dirty)»           | 2:51       |
| 3 | «Rider Pt. 2 (instrumental)»    | 2:51       |
| 4 | «Rider Pt. 2 (clean, extended)» | 3:02       |
| 5 | «Rider Pt. 2 (dirty, extended)» | 3:02       |

## Чартові позиції
| Чарт (2008)                       | Найвища позиція |
| --------------------------------- | --------------- |
| US Bubbling Under Hot 100 Singles | 22              |
| US Hot R&B/Hip-Hop Songs          | 82              |

## Ремікси
Офіційний ремікс, «Así Soy (Rider Pt. 2 Official Remix)», записано з реґетон-дуетом Wisin & Yandel. Його випустили у червні 2008. 31 січня 2009 G-Unit неочікувано вийшли на сцену Solid Fest у Каракасі, Венесуела, під час виступу Wisin & Yandel, і виконали пісню.
«Rider Pt. 2» — друга частина трилогії Rider. Перша має назву «Rider 4 Real», інші слова й біт. Уперше з'явився на мікстейпі гурту Return of the Body Snatchers. На «Rider 4 Real» також існує кліп.
У 2008 KRS-One записав «Rider Freestyle». «Rider Pt. 3» містить однаковий з «Rider Pt. 2» біт, уривки куплетів з нього й нові рядки від Papoose та Lil' Kim.

## Галерея зі зйомок

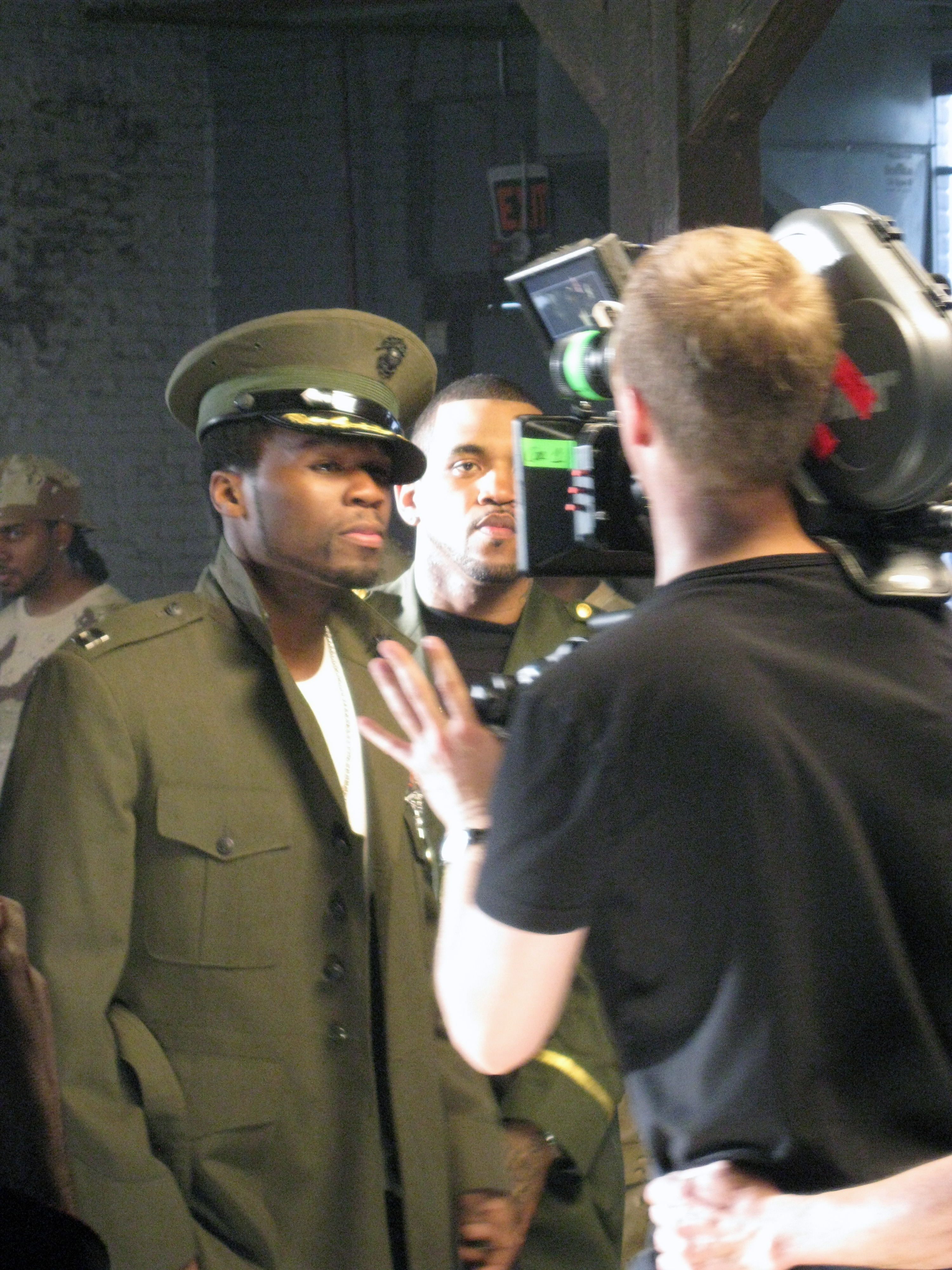
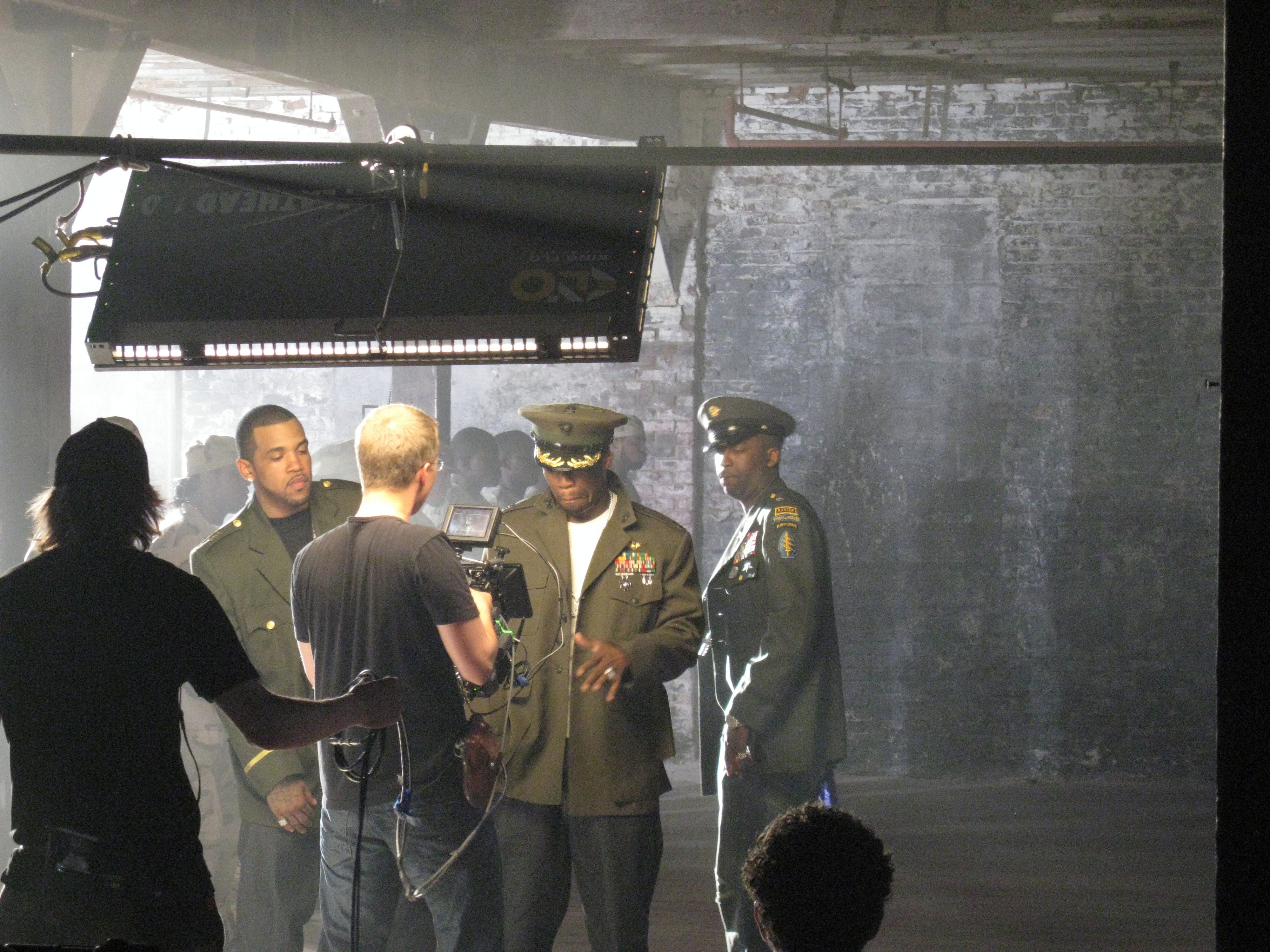
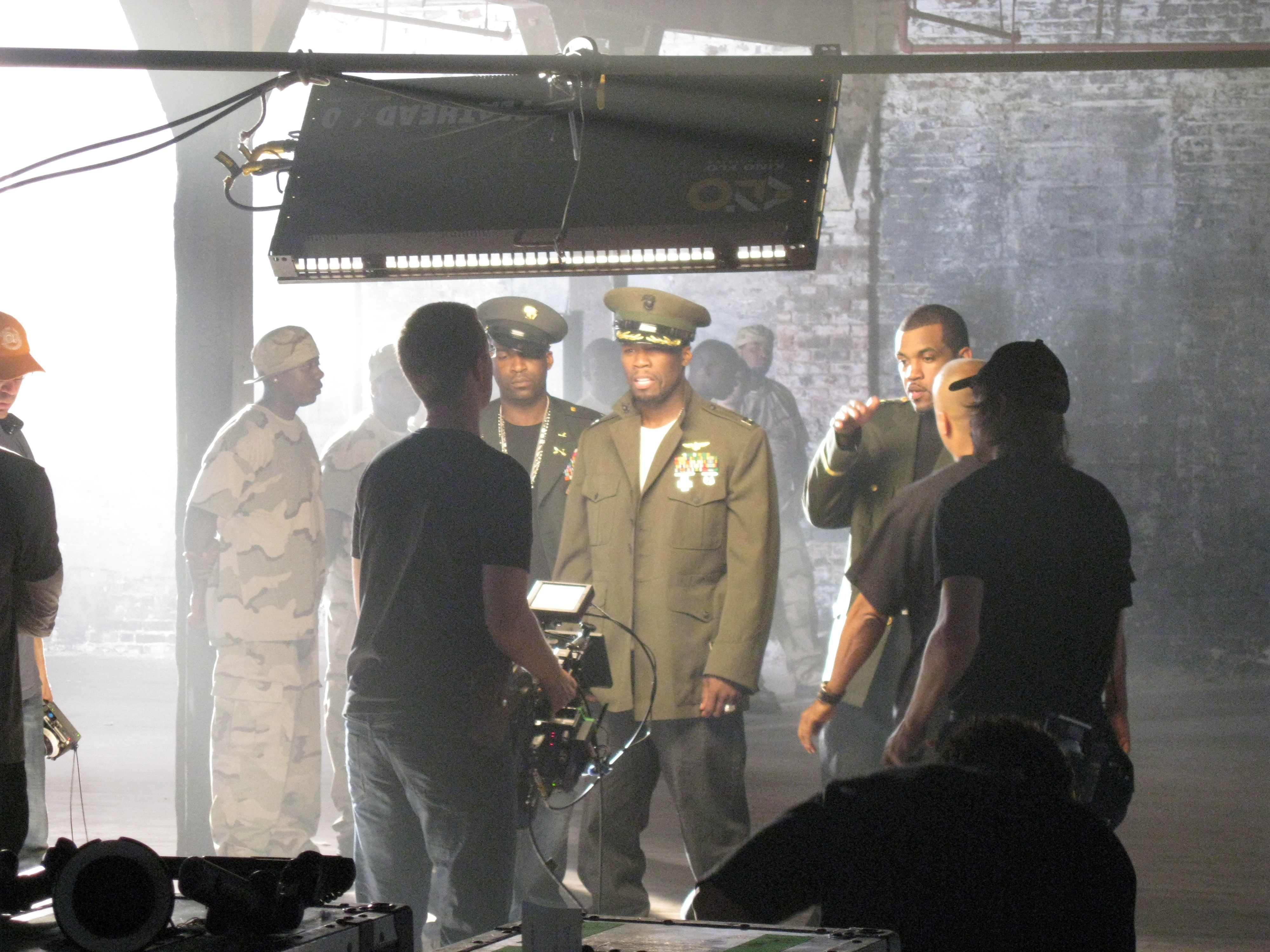
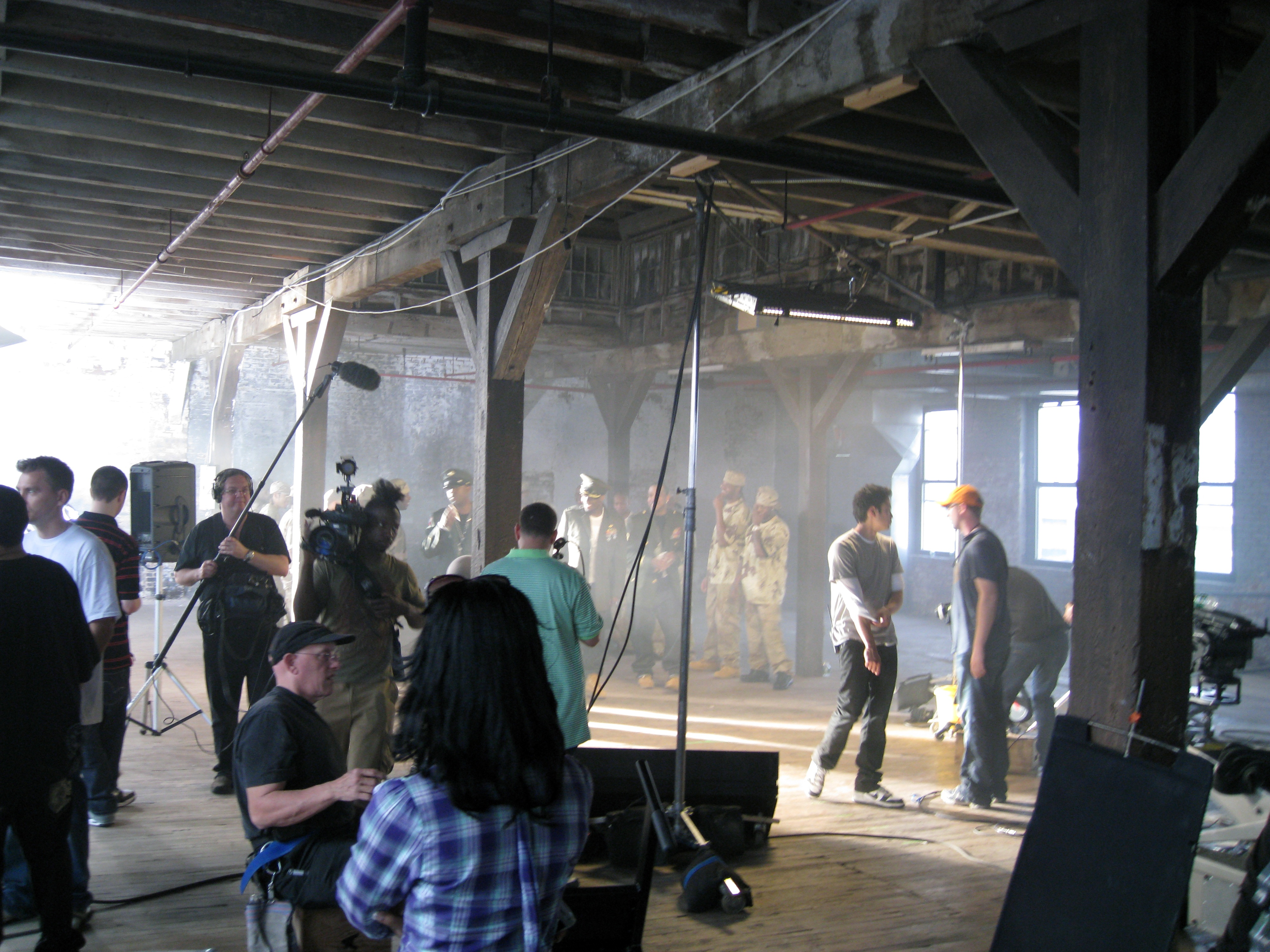
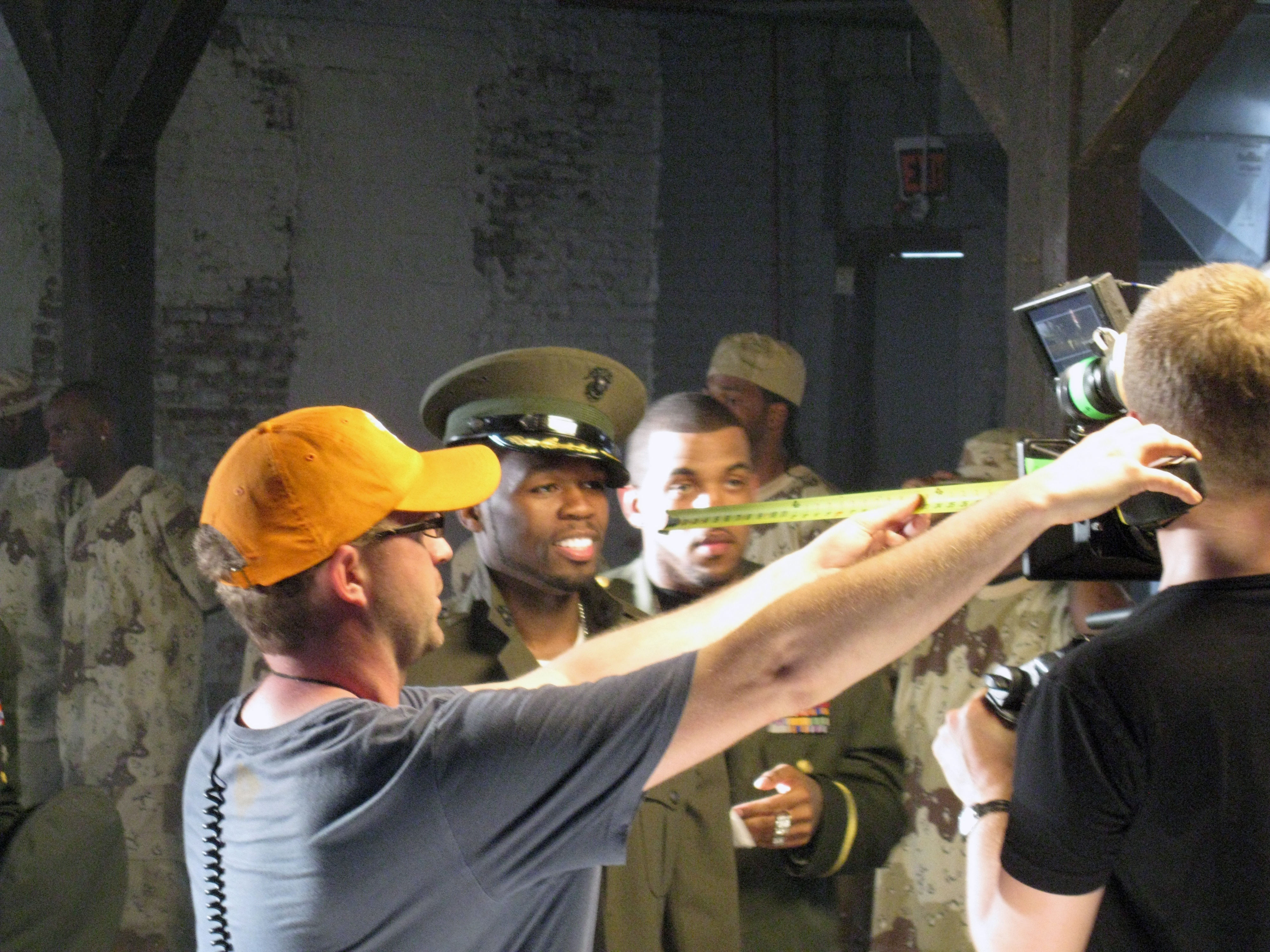
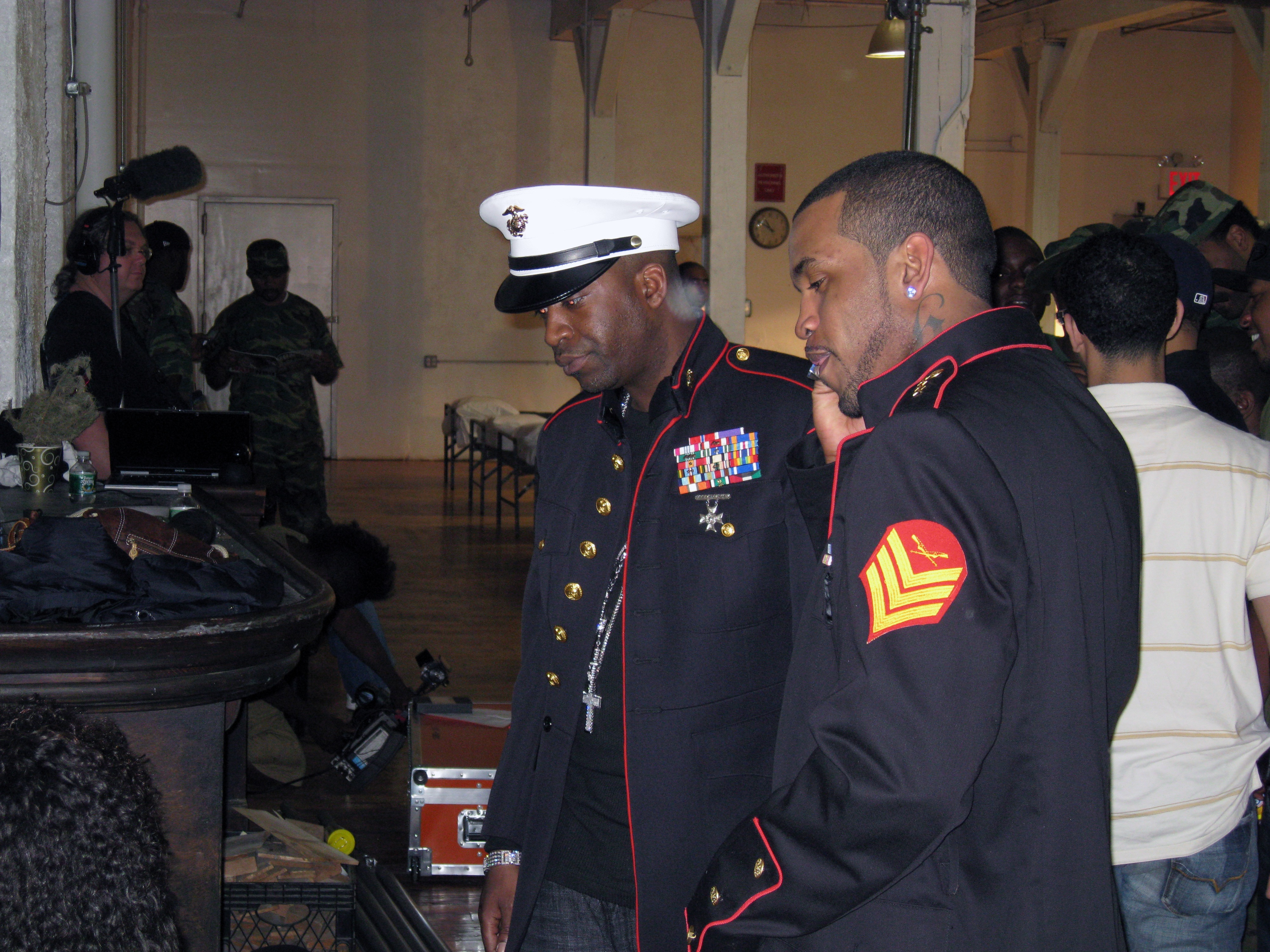